# Merlin Hummel
Merlin Hummel (* 4. Januar 2002 in Kronach) ist ein deutscher Hammerwerfer.

## Leben
Geboren im fränkischen Kronach besuchte er das Caspar-Vischer-Gymnasium in Kulmbach. Dort kam er mit 6 Jahren auch zur Leichtathletik, sein Heimatverein war der UAC Kulmbach. Seit 2025 startet er für die LG Stadtwerke München. Sein jüngerer Bruder Matti ist ebenfalls Hammerwerfer.

## Erfolge
2020 wurde er als Achtzehnjähriger in Braunschweig mit einer Weite von 69,53 m überraschend deutscher Vizemeister. Zwei Jahre später errang er in Berlin den deutschen Meistertitel, 2024 in Kassel wurde er erneut Vizemeister.
Bei den U20-Europameisterschaften in Tallinn 2020 errang er ebenso die Silbermedaille wie drei Jahre später bei den U23-Europameisterschaften in Espoo.
2024 belegte er bei den Europameisterschaften in Rom mit 79,25 m den vierten Rang. Anschließend nahm er an den Olympischen Spielen in Paris teil, wo er mit 76,03 m Zehnter wurde.
2025 überbot er im Mai in Halle (Saale) als erster Deutscher seit 2007 die 80-Meter-Marke. Kurz darauf belegte er für Deutschland bei den European Athletics Team Championships in Madrid den zweiten Rang und steigerte seine Bestleistung auf 81,27 m.